# Sulfòxid

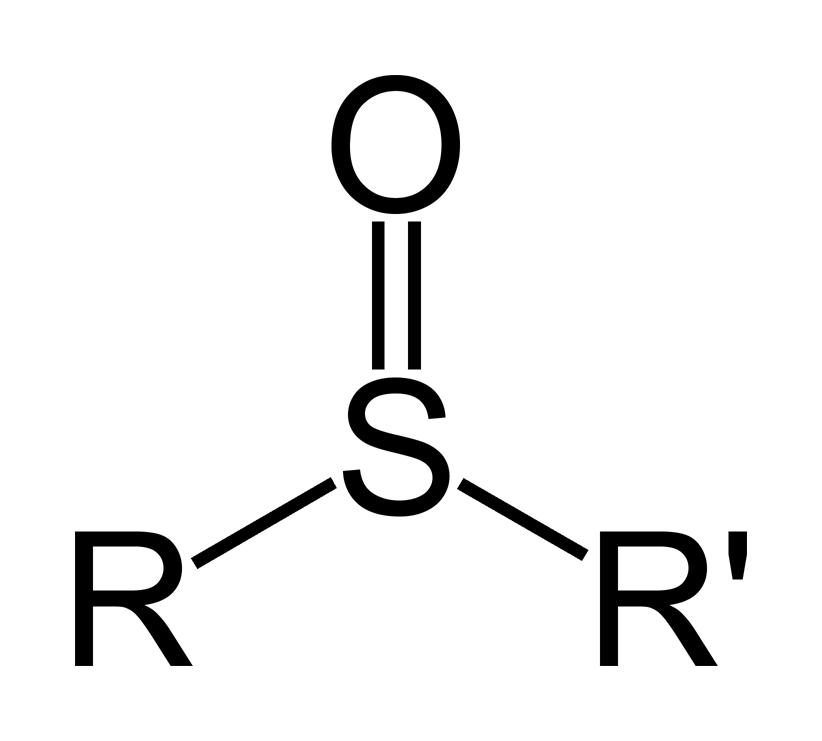
Fórmula general dels sulfòxids.

Un sulfòxid és un compost químic que conté un grup sulfinil enllaçat a dos àtoms de carboni; també poden ser considerats com tioèters oxidats. Com a exemple es pot citar l'aliïna que es pot trobar en l'all).

## Naturalesa de l'enllaç
Es pot representasr els sulfòxids amb la fórmula R-S(=O)-R'; on R i R' són grups orgànics. L'enllaç entre el sofre i l'oxigen difereix del doble enllaç convencionalentre el carboni i l'oxigen (per exemple, el que es presenta en la cetona). La interacció sofre-oxigen té un caràcter electroestàtic dipolar amb la càrrega negativa centrada en l'oxigen.
Un parell d'electrons lliures resideix a l'àtom de sofre donan-li una geometria molecular tetraèdrica. Els sulfòxids són òpticament estables. Els sulfòxids quirals tenen utilitat en certs medicament com esomeprazol i armodafinil, i també són emprats com auxiliars quirals.

## Reactivitat
Es poden obtenir els sulfòxids mitjançant oxidació orgànica de sulfurs. Un pas cap endavant en el procés d'oxidació converteix els sulfòxids en sulfones.
Per exemple, el sulfur de dimetil pot ser oxidat a dimetilsulfòxid i posteriorment a dimetilsulfona segons aquest procés:
(CH₃)-S-(CH₃) + O → (CH₃)-SO-(CH₃)
(CH₃)-SO-(CH₃) + O → (CH₃)-SO₂-(CH₃)
Els oxidants típics inclouen els peròxids. Com per exemple el sulfur de metil i propil.